# 滑河站
滑河站（日语：／ Namegawa eki */?）是位於千葉縣成田市猿山264號，東日本旅客鐵道（JR東日本）的成田線車站。

## 歷史
- 1897年（明治30年）12月29日：成田鐵道（第一代）成田站至此站之間開通，此站啟用[1]。為旅客和貨物車站。
- 1898年（明治31年）2月3日：成田鐵道此站至佐原之間開通[1]。
- 1920年（大正9年）：木造車站大樓落成。
  - 9月1日：成田鐵道被國有化（日语：鉄道敷設法），成為國有鐵道車站[1]。
- 1971年（昭和46年）4月1日：結束貨物起卸業務。
- 1987年（昭和62年）4月1日：伴隨國鐵分割民營化，車站由東日本旅客鐵道（JR東日本）營運[1]。
- 2005年（平成17年）2月11日：使用了84年的木造車站被重建為一座RC製的車站大樓。
- 2009年（平成21年）3月14日：此站開始可以使用IC卡「Suica」[2]。成為東京近郊區間範圍內[2]。
- 2011年（平成23年）3月10日：站內發生貨物列車出軌事故（日语：日本の鉄道事故 (2000年以降)#滑河駅列車脱線事故）[3]。

## 車站構造
此站是地面車站，設有2面2線的相對式月台。兩月台之間設有跨線橋連接。兩月台之間設有通過線，現已撒走。
此站是由成田站管理的業務委託車站，委托JR東日本車站服務負責車站業務。此站設有近距離車票的自動售票機、乘車站證明票發行機和簡易Suica閘機。
候車室為現在風格的玻璃建築物。此站設有廁所（男女分開的濕廁）和多功能廁所。舊車站大樓設有男女共用的旱廁。站前設有迴旋路，鄰接設有單車停泊處。

### 月台
靠近車站大樓的月台是2號月台，對面為1號月台。
| 月台 | 路線    | 上下行 | 方向           | 備註           |
| ---- | ------- | ------ | -------------- | -------------- |
| 1    | ■成田線 | 下行   | 佐原、銚子方向 | 列車交會時使用 |
| 2    | ■成田線 | 下行   | 佐原、銚子方向 | 通常使用此月台 |
| 2    | ■成田線 | 上行   | 成田、千葉方向 |                |

參考
- 在不需要列車交會時，上下行列車會使用靠近車站大樓的2號月台。
- 月台可容納8卡車廂。
- 曾經上行方向列車可進入1、2號月台，但是佐原一方的1號月台場內信號燈停用，因此現時上行列車必須要進入2號月台。

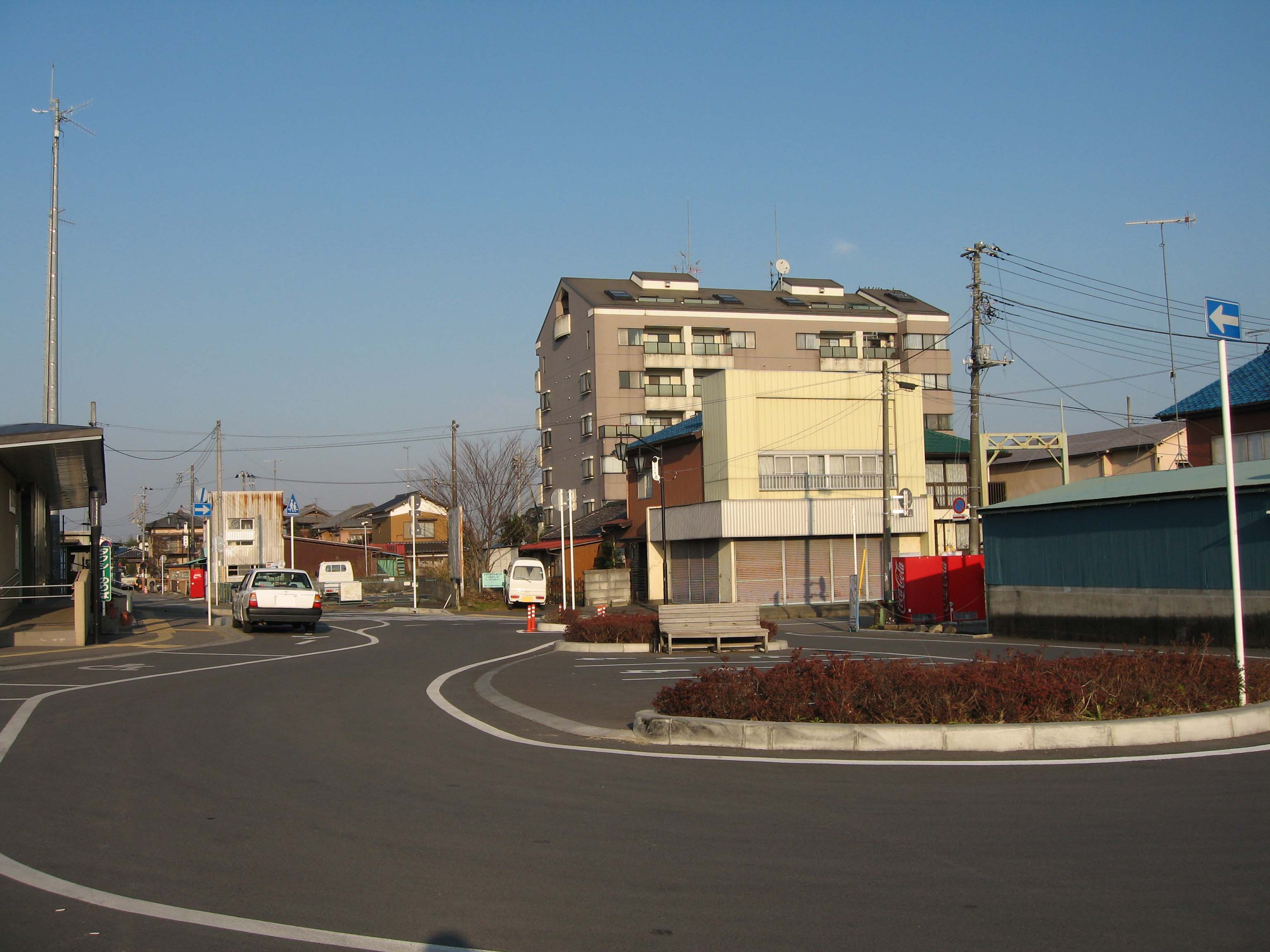
站前迴旋路（2007年1月26日）

## 使用狀況
在2019年（令和元年）度1日平均乘車人次為809人，以下為乘車人次變化列表：
| 乘車人次變化       | 乘車人次變化     | 乘車人次變化 |
| 年度               | 1日平均 乘車人次 | 參考資料     |
| ------------------ | ---------------- | ------------ |
| 1990年（平成02年） | 1,329            | [ * 1 ]      |
| 1991年（平成03年） | 1,315            | [ * 2 ]      |
| 1992年（平成04年） | 1,376            | [ * 3 ]      |
| 1993年（平成05年） | 1,374            | [ * 4 ]      |
| 1994年（平成06年） | 1,321            | [ * 5 ]      |
| 1995年（平成07年） | 1,332            | [ * 6 ]      |
| 1996年（平成08年） | 1,350            | [ * 7 ]      |
| 1997年（平成09年） | 1,366            | [ * 8 ]      |
| 1998年（平成10年） | 1,344            | [ * 9 ]      |
| 1999年（平成11年） | 1,345            | [ * 10 ]     |
| 2000年（平成12年） | 1,251            | [ * 11 ]     |
| 2001年（平成13年） | 1,226            | [ * 12 ]     |
| 2002年（平成14年） | 1,186            | [ * 13 ]     |
| 2003年（平成15年） | 1,159            | [ * 14 ]     |
| 2004年（平成16年） | 1,139            | [ * 15 ]     |
| 2005年（平成17年） | 1,100            | [ * 16 ]     |
| 2006年（平成18年） | 1,063            | [ * 17 ]     |
| 2007年（平成19年） | 1,057            | [ * 18 ]     |
| 2008年（平成20年） | 1,037            | [ * 19 ]     |
| 2009年（平成21年） | 998              | [ * 20 ]     |
| 2010年（平成22年） | 985              | [ * 21 ]     |
| 2011年（平成23年） | 1,028            | [ * 22 ]     |
| 2012年（平成24年） | 973              | [ * 23 ]     |
| 2013年（平成25年） | 984              | [ * 24 ]     |
| 2014年（平成26年） | 948              | [ * 25 ]     |
| 2015年（平成27年） | 947              | [ * 26 ]     |
| 2016年（平成28年） | 927              | [ * 27 ]     |
| 2017年（平成29年） | 874              | [ * 28 ]     |
| 2018年（平成30年） | 853              | [ * 29 ]     |
| 2019年（令和元年） | 809              |              |

## 車站周邊

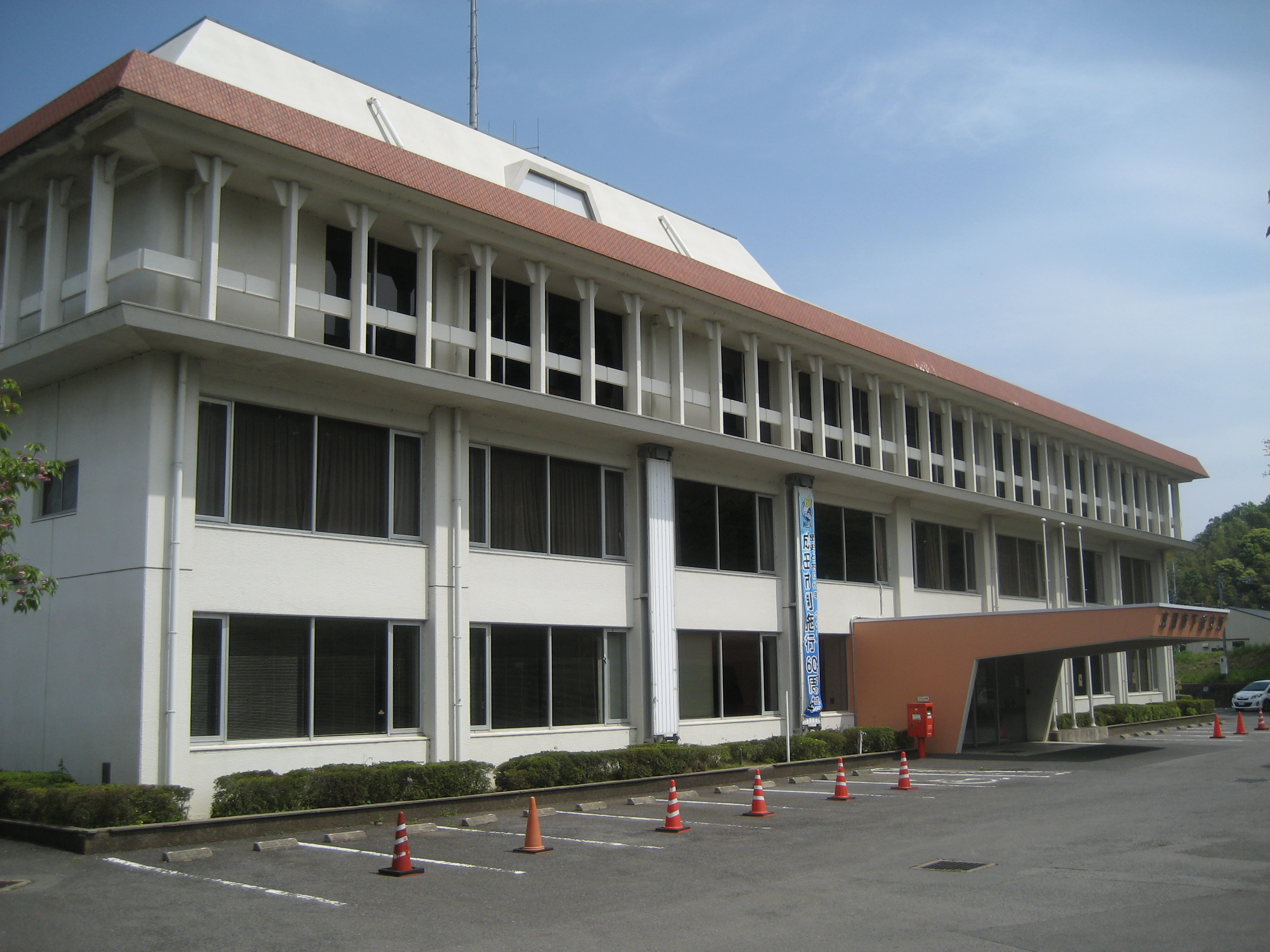
成田市政廳下總分所廳舍

成田夢牧場

- 利根川、常總大橋（日语：常総大橋）
- 千葉縣道207號滑河停車場線（日语：千葉県道207号滑河停車場線）
- 千葉縣道103號江戶崎下總線（日语：茨城県道・千葉県道103号江戸崎下総線）
- 成田市政廳下總分所（舊·下總町（日语：下総町）公所）
- 下總郵局
- 佐原信用金庫（日语：佐原信用金庫）下總分店
- 下總運動公園
  - 下總運動公園野球場
  - 下總歷史民俗資料館
- 下總親水公園
- 龍正院（日语：龍正院）（滑河觀音）
- 千葉縣立下總高等學校（日语：千葉県立下総高等学校）
- 成田市立下總綠學園（日语：成田市立下総みどり学園）
- 北總交通（日语：北総交通 (千葉県)）的士滑河營業所
- Yax藥品（日语：千葉薬品）下總店
- 米利（日语：コメリ）下總店
- Fresh成田屋（日语：ナリタヤ）下總滑川店
- 成田夢牧場（日语：成田ゆめ牧場）（免費接送巴士乘坐約5分鐘）

## 巴士路線
| 乘車處   | 系統     | 主要途經                                     | 目的地     | 巴士公司       | 備註 |
| -------- | -------- | -------------------------------------------- | ---------- | -------------- | ---- |
| 滑河站前 | 水掛路線 | 四谷共同利用設施、久住站前、成田市政廳       | 保健福祉館 | 成田市社區巴士 |      |
| 滑河站前 | 下總循環 | 四谷共同利用設施、下總高校前、新川揚水機場前 | 滑河站前   | 成田市社區巴士 |      |
| 滑河站前 | 下總循環 | 下總高校前、成井回轉場、地藏原新田           | 滑河站前   | 成田市社區巴士 |      |
| 滑河站前 | 下總循環 | 小浮、名木坂下、中里入口                     | 滑河站前   | 成田市社區巴士 |      |

## 相鄰車站
東日本旅客鐵道（JR東日本）
■成田線
久住－滑河－下總神崎

## 注腳

### 使用狀況
1. ↑  千葉縣統計年鑑 （页面存档备份，存于）（日語） - 千葉縣
2. ↑  成田市統計書 （页面存档备份，存于）（日語） - 成田市

JR東日本2000年度以後的乘車人次
1. ↑  各駅の乗車人員（2000年度） （页面存档备份，存于）（日語） - JR東日本
2. ↑  各駅の乗車人員（2001年度） （页面存档备份，存于）（日語） - JR東日本
3. ↑  各駅の乗車人員（2002年度） （页面存档备份，存于）（日語） - JR東日本
4. ↑  各駅の乗車人員（2003年度） （页面存档备份，存于）（日語） - JR東日本
5. ↑  各駅の乗車人員（2004年度） （页面存档备份，存于）（日語） - JR東日本
6. ↑  各駅の乗車人員（2005年度） （页面存档备份，存于）（日語） - JR東日本
7. ↑  各駅の乗車人員（2006年度） （页面存档备份，存于）（日語） - JR東日本
8. ↑  各駅の乗車人員（2007年度） （页面存档备份，存于）（日語） - JR東日本
9. ↑  各駅の乗車人員（2008年度） （页面存档备份，存于）（日語） - JR東日本
10. ↑  各駅の乗車人員（2009年度） （页面存档备份，存于）（日語） - JR東日本
11. ↑  各駅の乗車人員（2010年度） （页面存档备份，存于）（日語） - JR東日本
12. ↑  各駅の乗車人員（2011年度） （页面存档备份，存于）（日語） - JR東日本
13. ↑  各駅の乗車人員（2012年度） （页面存档备份，存于）（日語） - JR東日本
14. ↑  各駅の乗車人員（2013年度） （页面存档备份，存于）（日語） - JR東日本
15. ↑  各駅の乗車人員（2014年度） （页面存档备份，存于）（日語） - JR東日本
16. ↑  各駅の乗車人員（2015年度） （页面存档备份，存于）（日語） - JR東日本
17. ↑  各駅の乗車人員（2016年度） （页面存档备份，存于）（日語） - JR東日本
18. ↑  各駅の乗車人員（2017年度） （页面存档备份，存于）（日語） - JR東日本
19. ↑  各駅の乗車人員（2018年度） （页面存档备份，存于）（日語） - JR東日本
20. ↑  各駅の乗車人員（2019年度） （页面存档备份，存于）（日語） - JR東日本

千葉縣統計年鑑
1. ↑  千葉縣統計年鑑（平成3年） （页面存档备份，存于）（日語）
2. ↑  千葉縣統計年鑑（平成4年） （页面存档备份，存于）（日語）
3. ↑  千葉縣統計年鑑（平成5年） （页面存档备份，存于）（日語）
4. ↑  千葉縣統計年鑑（平成6年） （页面存档备份，存于）（日語）
5. ↑  千葉縣統計年鑑（平成7年） （页面存档备份，存于）（日語）
6. ↑  千葉縣統計年鑑（平成8年） （页面存档备份，存于）（日語）
7. ↑  千葉縣統計年鑑（平成9年） （页面存档备份，存于）（日語）
8. ↑  千葉縣統計年鑑（平成10年） （页面存档备份，存于）（日語）
9. ↑  千葉縣統計年鑑（平成11年） （页面存档备份，存于）（日語）
10. ↑  千葉縣統計年鑑（平成12年） （页面存档备份，存于）（日語）
11. ↑  千葉縣統計年鑑（平成13年） （页面存档备份，存于）（日語）
12. ↑  千葉縣統計年鑑（平成14年） （页面存档备份，存于）（日語）
13. ↑  千葉縣統計年鑑（平成15年） （页面存档备份，存于）（日語）
14. ↑  千葉縣統計年鑑（平成16年） （页面存档备份，存于）（日語）
15. ↑  千葉縣統計年鑑（平成17年） （页面存档备份，存于）（日語）
16. ↑  千葉縣統計年鑑（平成18年） （页面存档备份，存于）（日語）
17. ↑  千葉縣統計年鑑（平成19年） （页面存档备份，存于）（日語）
18. ↑  千葉縣統計年鑑（平成20年） （页面存档备份，存于）（日語）
19. ↑  千葉縣統計年鑑（平成21年） （页面存档备份，存于）（日語）
20. ↑  千葉縣統計年鑑（平成22年） （页面存档备份，存于）（日語）
21. ↑  千葉縣統計年鑑（平成23年） （页面存档备份，存于）（日語）
22. ↑  千葉縣統計年鑑（平成24年） （页面存档备份，存于）（日語）
23. ↑  千葉縣統計年鑑（平成25年） （页面存档备份，存于）（日語）
24. ↑  千葉縣統計年鑑（平成26年） （页面存档备份，存于）（日語）
25. ↑  千葉縣統計年鑑（平成27年） （页面存档备份，存于）（日語）
26. ↑  千葉縣統計年鑑（平成28年） （页面存档备份，存于）（日語）
27. ↑  千葉縣統計年鑑（平成29年） （页面存档备份，存于）（日語）
28. ↑  千葉縣統計年鑑（平成30年） （页面存档备份，存于）（日語）
29. ↑  千葉縣統計年鑑（令和元年） （页面存档备份，存于）（日語）

## 外部連結
- 車站資訊（滑河）：東日本旅客鐵道（日語）